# Testudo (belegeringswerktuig)

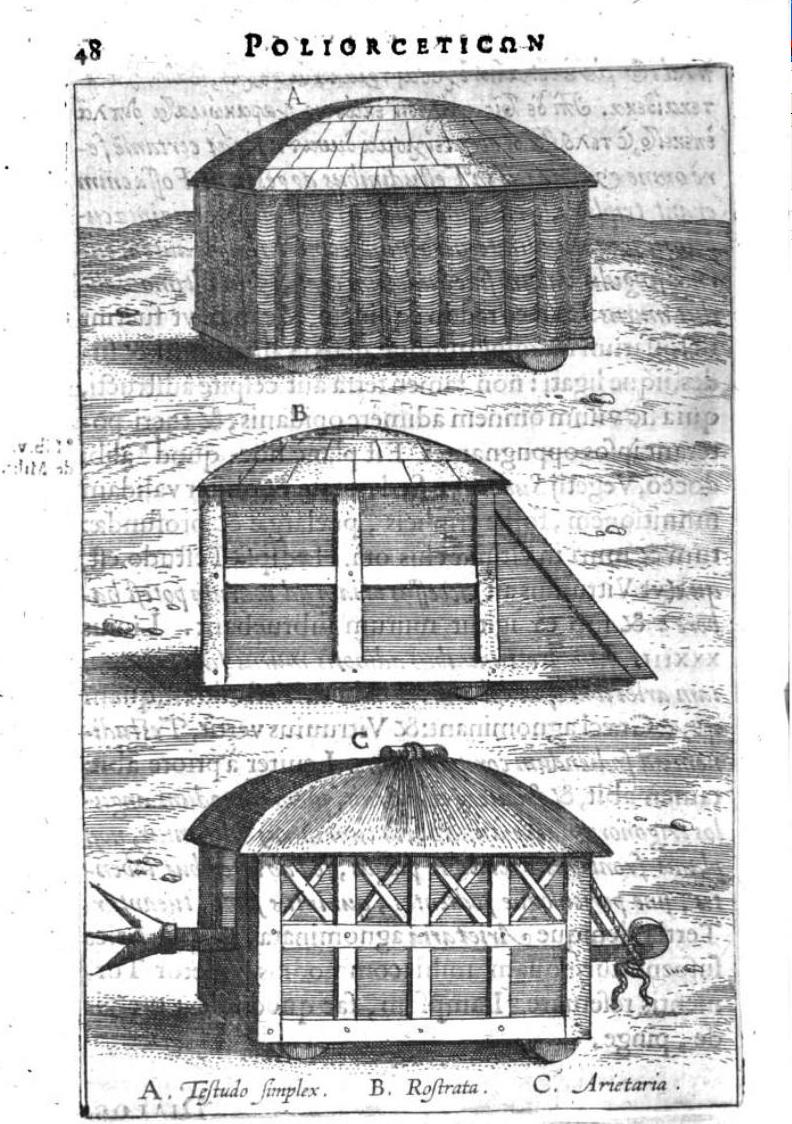
3 testudines, de onderste met stormram.

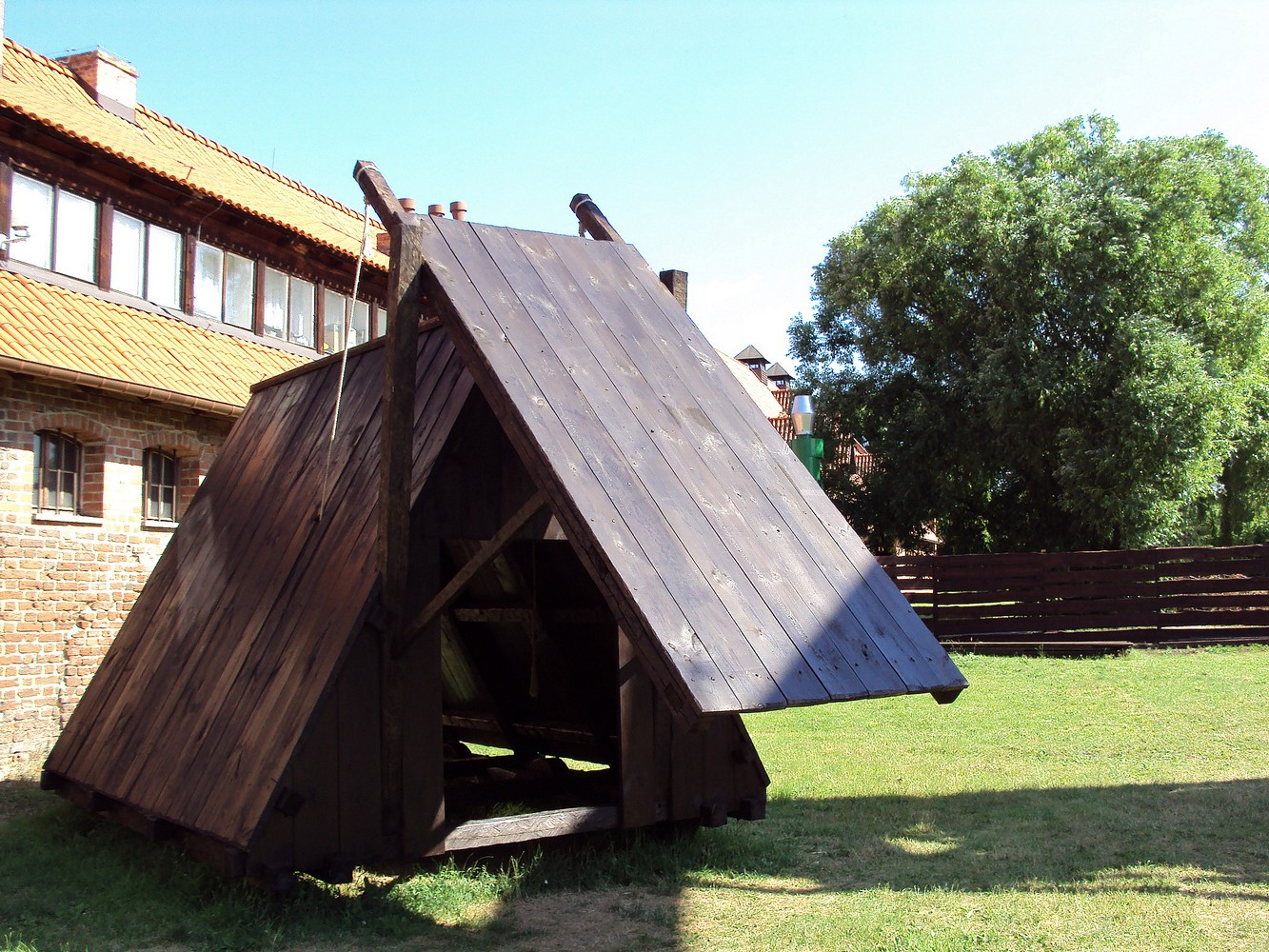
Reconstructie van een testudo bij Slot Mariënburg, Polen.

Een testudo was een Romeins belegeringswapen in de vorm van een langwerpige verplaatsbare houten constructie op wielen, die de legionairs dekking verschafte bij het naderen van een vijandige vesting.

## Beschrijving
De testudo was de zware verrijdbare variant van de kleine pluteus en de middelgrote vinea. De testudo werd in het Romeins leger voornamelijk ingezet om grote belegeringswapens te beschermen tegen vijandige projectielen. Dit kon een aries zijn, de Romeinse stormram, maar ook de falx muralis, een mast met een gebogen ijzeren punt om afzonderlijke stenen van een muur los te wrikken. De Romeinse ballista's en andere katapulten werden bij een belegering ook wel door testudo's beschermd. De testudo met stormram werd ook wel testudo arietaria genoemd. De testudo werd ook net als de vinea gebruikt om bij de vijandelijke muren te komen om deze te ondermijnen of ondergraven. Omdat de testudo niet hoefde te worden gedragen was de constructie veel zwaarder uitgevoerd dan bij de plutei en vineae. Het dak en de zijkanten van de testudo waren vaak verstevigd met metalen platen of verse huiden als bescherming tegen brandpijlen.
In de middeleeuwen werd een nog groter belegeringswapen gebruikt; de kat.

## Etymologie
Testudo is het Latijnse woord voor schildpad; het wapen werd zo genoemd omdat de testudo met stormram wel wat op een schildpad leek. De formatie waarbij legionairs zich zo opstelden, dat ieder lid van de formatie volledig beschermd werd met een schild van een andere legionair werd later ook testudo genoemd.